# Портрет Матвея Евграфовича Храповицкого
«Портрет Матвея Евграфовича Храповицкого» — картина Джорджа Доу и его мастерской из Военной галереи Зимнего дворца, с авторскими вариантами-повторениями из собраний Большого Гатчинского дворца и Бородинской панорамы.
Картина представляет собой погрудный портрет генерал-майора Матвея Евграфовича Храповицкого из состава Военной галереи Зимнего дворца.
К началу Отечественной войны 1812 года полковник Храповицкий был командиром лейб-гвардии Измайловского полка и командовал 2-й гвардейской пехотной бригадой. Во время Бородинского сражения находился на Семёновских высотах и был тяжело ранен, однако поля боя не оставил, за отличие произведён в генерал-майоры. В кампании 1813 года в Силезии отличился в Кульмском бою, вновь был тяжело ранен и на этот раз вынужден был уехать на лечение в Россию. Вернулся в строй к завершающим боям 1814 года во Франции и отличился в сражении при Арси-сюр-Обе.
Изображён на нейтральном жёлто-оранжевом фоне, в генеральском мундире лейб-гвардии Измайловского полка, введённом в 1817 году, с вензелем императора Александра I на эполетах. Слева на груди генерал-адъютантский аксельбант и звезда ордена Св. Анны 1-й степени; на шее кресты ордена Св. Владимира 3-й степени и прусских орденов Красного орла 2-й степени и Пур ле Мерит; справа на груди крест ордена Св. Георгия 4-го класса, серебряная медаль «В память Отечественной войны 1812 года» на Андреевской ленте, бронзовая дворянская медаль «В память Отечественной войны 1812 года» на Владимирской ленте и Кульмский крест. Подпись на раме: М. Е. Храповицкiй, Генералъ Маiоръ.
Несмотря на то, что 7 августа 1820 года Комитетом Главного штаба по аттестации Храповицкий был включён в список «генералов, которых служба не принадлежит до рассмотрения Комитета», фактическое решение о написании его портрета состоялось гораздо раньше, поскольку уже 17 декабря 1819 года Доу получил аванс за эту работу. Оставшаяся часть гонорара ему была выплачена 12 ноября 1820 года. Закончен портрет был не позже октября 1822 года, поскольку в Лондоне фирмой Messrs Colnaghi по заказу петербургского книготорговца С. Флорана с него была сделана гравюра Т. Райта с указанием даты 1 января 1823 года (следует учесть что исходная работа для создания гравюры доставлялась в Лондон морем, а навигация в Санкт-Петербурге обычно прекращалась в октябре). Отпечаток этой гравюры также имеется в собрании Эрмитажа (китайская бумага, гравюра пунктиром, 61 × 49 см, инвентарный № ЭРГ-497). Готовый портрет поступил в Эрмитаж 7 сентября 1825 года.
Существуют ещё два очень близких варианта портрета Храповицкого. Более ранний находится в собрании Большого Гатчинского дворца, Храповицкий на нём изображен в вицмундире лейб-гвардии Измайловского полка (с красными лацканами) на растительном фоне, имеется подпись художника и дата: Dawe Pinxit 1821. В собрании Государственного исторического музея есть старая копия с этого портрета работы неизвестного художника (инвентарный № И I 5694). Второй вариант находится в музее-панораме «Бородинская битва», он полностью соответствует варианту из Гатчины, но на нём стоит авторская дата: 1822.
Хранитель британской живописи в Эрмитаже Е. П. Ренне считает, что портрет из Военной галереи является повторением портрета из Гатчины, однако это не так: портреты сильно отличаются фоном и мундиром. Также она (и вслед за нею А. А. Подмазо) считает, что на портретах из Гатчины и Бородино Храповицкий изображён с расстёгнутыми лацканами, однако на известных репродукциях и копиях видно, что лацканы полностью застёгнуты, как и на галерейном портрете.

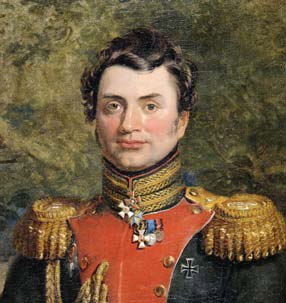
Портрет работы Дж. Доу, 1821 г, ГМЗ «Гатчина»
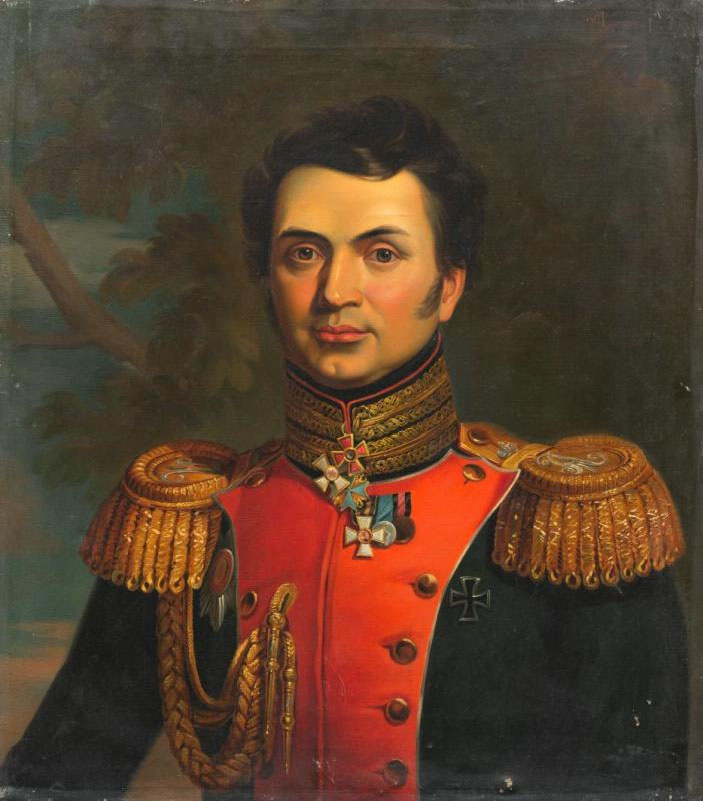
Копия с «гатчинского» варианта, Исторический музей
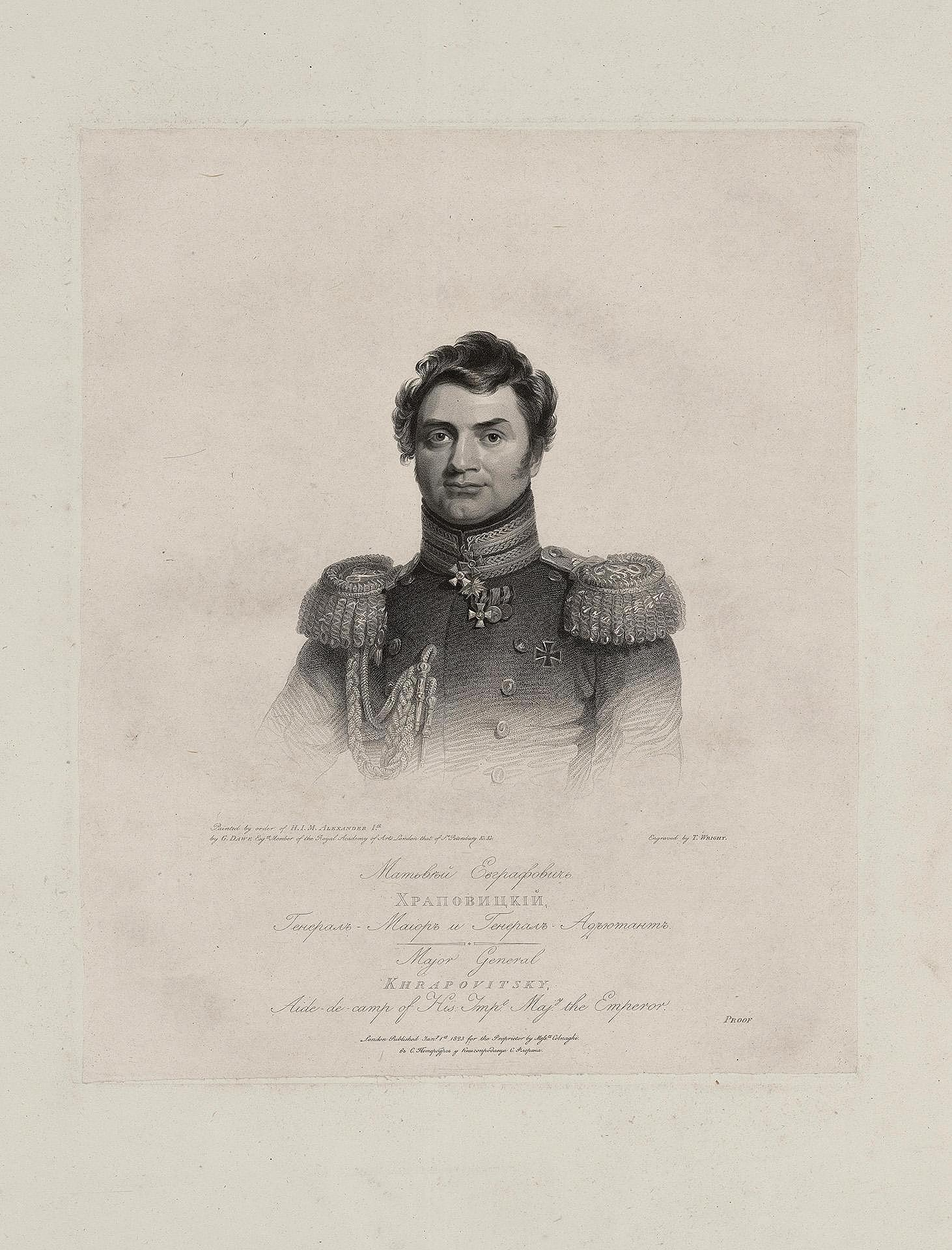
Гравюра Т. Райта, Эрмитаж

В 1840-е годы в мастерской К. Края по рисунку И. А. Клюквина с портрета была сделана литография, опубликованная в книге «Император Александр I и его сподвижники» и впоследствии неоднократно репродуцированная.